# زنكارد
 زنكارد  بفتح الزاي والنون، وسكون الدال، (بالفارسية: زنگارد )، قرية كبيرة تتبع للبلدة المركزية (بالفارسية: بخش مركزى) من توابع مدينة بستك وتقع في محافظة هرمزغان في جنوب إيران. تبعد عن قرية جاه بنارد بمسافة كيلومترين من ناحية الجنوب، وتقع أسفل سلسلة جبال الناخ من جهة الشمال.  

## حدود قرية زنگارد
حدود زنگارد: من الشمال چاه بنارد، ومن الجنوب سلسلة جبال الناخ، ومن الغرب قرية بست قلات، ومن ناحية الشرق تنتهي بـقرية ایلود.

## السكان
يبلغ عدد سكان هذه القرية حسب تعداد السكان لعام 2006 للميلاد، 4000 نسمه من أهل السنة والجماعة وعلى المذهب الشافعي. يتكلمون الفارسية باللهجة المحلية، لهم
مسجد، ومدرسة ابتدائية وعيادة صحية صغيرة، وشبكة المياه والكهرباء والهاتف، كذلك بها 15 بركة لحفظ مياه الأمطار، في مدخل القرية يوجد عين ماء جاري عليه حوالي 50 نخلة، آبارها قليلة العمق وميائها مناسبة للزراعة، وهناك بعض المضغات تسحب المياه الجوفية لري المزارع ويبلغ عدد نخيلها 2000 نخلة. وكذلك بها أراضي لزراعة القمح والشعير. هناك بعض الصناعون، كانوا يصنعون السكاكين الفولاذية في الماضي، و(سكين ملاى زنكارد) مشهورة حتى زماننا هذا، وكانوا يسمون باللهجة المحلية:(چاقوی ملای زنگارد)، لقد كسدت هذه التجارة في هذه الأيام.

## وصلات خارجية
- التقسيمات الإدارية لمحافظة هرمزغان